# Бралгіна
Бра́лгіна (рос. Бралгина) — присілок у складі Каргапольського району Курганської області, Росія. Входить до складу Чашинської сільської ради.
Населення — 148 осіб (2010, 186 у 2002).
Національний склад населення станом на 2002 рік: росіяни — 99 %.